# Nagroda im. Witolda Hulewicza

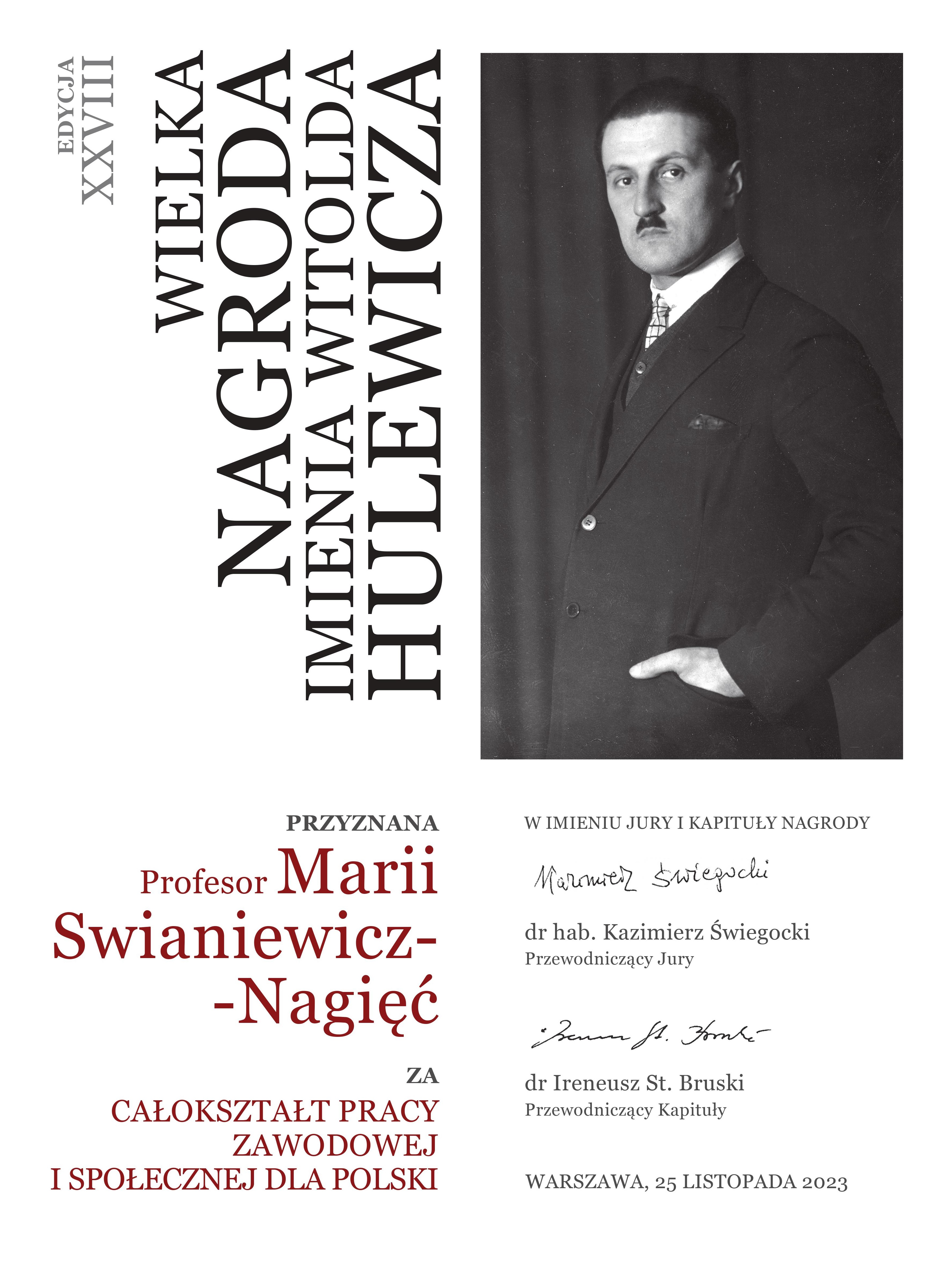
Dyplom Nagrody im. Witolda Hulewicza

Nagroda im. Witolda Hulewicza – polska nagroda przyznawana w dziedzinach twórczości literackiej, artystycznej i naukowej oraz działalności organizacyjnej i społecznej przez Stowarzyszenie im. Witolda Hulewicza.

## Historia powstania
Nagroda im. Witolda Hulewicza powstała w 1995 roku, w 100. rocznicę urodzin Witolda Hulewicza (1895–1941), za zgodą i przy wsparciu jego najbliższych: córki Agnieszki i jej męża Romana Feilla. Corocznie Kapituła Nagrody powołuje jury i przyznaje nagrody w szeroko rozumianych dziedzinach twórczości, działań społecznych i gospodarczych, jakie uprawiał Witold Hulewicz.
W skład pierwszej Kapituły Nagród, powołanej w styczniu 1995 roku, weszli: Agnieszka Feillowa z domu Hullewiczówna – córka patrona, autorka książki o swoim ojcu pt. Rodem z Kościanek, Lesław M. Bartelski – pisarz, żołnierz Armii Krajowej, biograf pokolenia Kolumbów, wiceprezes Zarządu Głównego ZLP, Zbigniew Jerzyna – poeta, dramaturg i eseista, Romuald Karaś – reporter i wydawca, inicjator powołania Nagrody, Aleksander Rowiński – pisarz, redaktor, wydawca i Barbara Wachowicz – pisarka i publicystka, mistrzyni pięknego słowa. Obecnie Kapitułę Nagrody im. Witolda Hulewicza tworzą: Ireneusz Bruski – przewodniczący Kapituły, prawnik, publicysta, wydawca, Joanna Pogórska – sekretarz Kapituły, społecznik, Kazimierz Świegocki – przewodniczący Jury, poeta, literaturoznawca, filozof i Stefan Truszczyński – dziennikarz, reportażysta.

## Laureaci Nagrody
2024 – 29. edycja
- Anna i Piotr Baczewscy – Nagroda za działalność organizacyjną i społeczną na rzecz osób niepełnosprawnych
- Wiesław Binienda – Nagroda Honorowa za zasługi na polu nauki
- Tadeusz Isakowicz-Zaleski – Wielka Nagroda za ofiarną służbę dla Kościoła i Ojczyzny
- Jan Jastrzębski („Kataryniarz Jan”) – Nagroda za popularyzację piosenki i kultury przedwojennej Warszawy
- Marian Karaś – Nagroda za działalność dziennikarską i publicystyczną
- Marian Król – Wielka Nagroda Honorowa za całokształt działalności na polu propagowania pozytywistycznych tradycji pracy organicznej
- Krzysztof Kuczkowski – Nagroda na polu literatury
- Danuta Kunicka – Grand Prix Nagrody za działalność organizacyjną i społeczną z wielkim sercem
- Halina Łabonarska – Nagroda za twórczość teatralną i filmową
- Mirosław Nader – Nagroda za pracę naukową i społeczną
- Adrian Ołubiec – Nagroda Młodych za działalność społeczną
- Lech Sikora – Nagroda za działalność niepodległościową

2023 – 28. edycja:
- Robert Andre – Nagroda za działalność artystyczną na polu fotografii
- Alicja i Janusz Dramińscy – Nagroda Honorowa za ochronę dziedzictwa regionalnego
- Ewa Kowalska – Nagroda za pełną oddania służbę dzieciom
- Jan Kucharski – Grand Prix Nagrody 2023 za działalność społeczną
- Lucyna Kulińska – Nagroda za działalność naukową i utrwalanie pamięci o bolesnej historii Kresów Wschodnich
- Witold Listowski – Nagroda za działalność społeczną i utrwalanie pamięci o bolesnej historii Kresów Wschodnich
- Oliver Palmer – Nagroda Młodych za działalność na polu muzyki i wytrwałość w dążeniu do celu
- Joanna Paszkiewicz-Jägers – Nagroda za twórczość publicystyczną
- Anna Seniuk – Nagroda za całokształt twórczości teatralnej i filmowej
- Maria Swianiewicz-Nagięć – Wielka Nagroda Honorowa za całokształt pracy zawodowej i społecznej dla Polski

2022 – 27. edycja:
- Waldemar Chrostowski – Wielka Nagroda za całokształt pracy naukowej
- Antoni Czyż – Nagroda za działalność na polu literatury
- Elżbieta Fabisiak – Nagroda za promocję kultury Warmii i Mazur
- Kacper Kozłowski, Michał Woźnica i Michał Zarecki – Nagroda Młodych za działalność społeczną w ramach nieformalnej grupy Upamiętnienie Kortau
- Sonia Kwaśny – Nagroda za działalność dziennikarską i społeczną
- Janusz Marek – Nagroda za działalność na polu kultury, w tym autorski projekt „Rozdroże”
- Grzegorz Mika – Nagroda za działalność medialną w propagowaniu polskości Górnego Śląska
- Waleria Owczarz – Nagroda za zachowywanie śladów historii bestwińskiej ziemi dla kolejnych pokoleń
- Alojzy Pietrzyk – Wielka Nagroda Honorowa za wierną służbę Polsce
- Henryk Plis – Nagroda za działalność społeczną i promocję regionu dawnej Pomezanii
- Andrzej Rozbicki – Nagroda Honorowa za promocję polskiej muzyki w Kanadzie i USA
- Zbigniew Rutkowski – Nagroda za uchronienie części spuścizny emigracyjnej i przekazanie jej polskiemu społeczeństwu
- Konrad Sutarski – Grand Prix Nagrody 2022 za działalność na rzecz wzajemnych relacji polsko-węgierskich
- Joanna Wilk-Yaridiz, Halina Szymańska, Monika Gadomska (Słupno), Joanna Jax i Jarosław Lewandowski z Fundacji dla Rodaka – Nagroda za działalność społeczną i charytatywną
- Ewa Ziętek – Nagroda za twórczość filmową i teatralną

2021 – 26. edycja:
- Leszek Bednarczuk – Nagroda w dziedzinie literatury
- Włodzimierz Bodnar – Nagroda Honorowa za oddanie w walce o zdrowie i życie Polaków w czasie pandemii
- Ernest Bryll – Wielka Nagroda za całokształt twórczości poetyckiej
- Małgorzata Chomicz – Nagroda w dziedzinie sztuk plastycznych
- Krzysztof Dybciak – Grand Prix Nagrody 2021 za działalność naukową
- Krystyna Gucewicz-Przybora – Nagroda za działalność na polu kultury w połączeniu z troską o drugiego człowieka
- Małgorzata Jaroszek i Joanna Jaroszek – Nagroda Młodych za działalność społeczną
- Anna Mieszczanek – Nagroda na twórczość publicystyczną
- Małgorzata Niczuk – Nagroda Honorowa za promocję kultury i sztuki oraz mecenat nad twórcami
- Andrzej Pityński (pośmiertnie) – Wielka Nagroda Honorowa za służbę Polsce
- Joanna Pogórska – Nagroda za działalność społeczną
- Andrzej Suchcitz – Nagroda w dziedzinie nauk historycznych
- Zbigniew Walczak – wójt Gminy Jarocin i Rada Gminy Jarocin – Nagroda Honorowa za decyzję o przyjęciu i wystawieniu Pomnika „Rzeź Wołyńska” przy Via Carpatia
- Witold Zych – Nagroda za edycję dzieła albumowego pt. Andrzej Pityński. Rzeźbiarz
- Witold Żylicz – Nagroda za ochronę spuścizny rodu Hulewiczów

2020 – 25. edycja:
- Andrzej Bartkowski i Andrzej Hulewicz – Nagroda Honorowa za działalność na rzecz polskiej kultury
- Alina Czerniakowska – Nagroda za filmy dokumentalne o tematyce związanej z najnowszą historią Polski
- Paweł Domański – Nagroda za godny naśladowania przykład umiłowania ziemi rodzinnej
- Janusz Dłużniewski – Nagroda w dziedzinie sztuki
- Agnieszka Karaś i Kai von Westerman – Nagroda za twórczość promującą postać Witolda Hulewicza na terenie krajów języka niemieckiego.
- Romuald Karaś – Wielka Nagroda za obronę dobrego imienia majora Henryka Sucharskiego, bohaterskiego dowódcy Westerplatte.
- Bożena Kociołkowska – Nagroda za działalność na rzecz sztuki tańca
- Wiesław Lizak – Nagroda za redagowanie „Gazety Gręboszowskiej”
- Grzegorz Łubczyk – Nagroda za zasługi na polu współpracy polsko-węgierskiej
- Stanisław Neumert – Nagroda za całokształt twórczości poetyckiej
- Bolesław Orłowski – Nagroda za monumentalne, czterotomowe dzieło pod skromnym tytułem Polski wkład w przyrodoznawstwo i technikę
- Wanda Półtawska i Andrzej Półtawski (pośmiertnie) – Wielka Nagroda Honorowa za służbę Polsce i Kościołowi
- Peter Raina – Grand Prix Nagrody 2020 za twórczość historyczną poświęconą Polsce
- Małgorzata Todd – Nagroda za twórczość publicystyczną nie ulegającą poprawności politycznej
- Jarosław Tuliszka – Nagroda za publikacje o Wojskowej Składnicy Tranzytowej w Wolnym Mieście Gdańsku
- Wiesław Turzański – Nagroda za działalność na rzecz Kresów
- Tadeusz Zdunkiewicz – Nagroda za obronę dobrego imienia majora Henryka Sucharskiego i żołnierzy Westerplatte
- Maria Żychowska – Nagroda za opisanie dziejów harcerstwa Ziemi Tarnowskiej

2019 – 24. edycja:
- Bronisław Błach, Natalia Błażków, Karol Klukowski, Marek Mosio, Zbigniew Pancer i Halina Szatkowska – Nagroda za obronę dobrego imienia Komendanta i Żołnierzy Westerplatte
- Aleksander Czajkowski-Ładysz i Maria Pomianowska – Nagroda za promocję Stanisława Moniuszki w Polsce i na świecie w 200. rocznicę urodzin twórcy Polskiej Opery Narodowej
- Marta Berowska – Nagroda za całokształt twórczości poetyckiej i opracowanie baśni i legend polskich
- Aleksandra i Bogdan Biniszewscy – Nagroda za założenie Muzeum Lwowa i Kresów w Kuklówce na Mazowszu
- Beata Ciarska – Nagroda za promocję sztuki i krzewienie kultury plastycznej w Józefowie
- Bożena Gąsienica – Nagroda za twórcze rozwijanie tradycji kulturalnych i edukacyjnych
- Zdzisław Ilski – Nagroda za prace o Jakubie Bojce, w szczególności za nurt patriotyczny w jego działalności politycznej
- Krzysztof Andrzej Jeżewski – Nagroda za promocję polskiej literatury we Francji
- Maria Konwicka – Nagroda za książkę wspomnieniową o ojcu Byli sobie raz
- Paweł Komorowski – Nagroda za fundamentalne albumy poświęcone dziejom polskiej szabli
- Danuta Kot – Nagroda specjalna za wielkie serce i opiekę nad czworonogami
- Zbigniew Majewski – Wielka Nagroda za działalność społeczną i stowarzyszeniową
- Krzysztof Masłoń – Nagroda za wybitne osiągnięcia w dziedzinie krytyki literackiej
- Henryk Mażul – Nagroda za całokształt twórczości poetyckiej i za wierność Wileńszczyźnie
- Maciej Miąsko – Nagroda za wielką wiedzę dotyczącą zwierzęcia [szczur], które od początku świata towarzyszy człowiekowi
- Tadeusz Mocarski – Nagroda za całokształt twórczości poetyckiej i wierność rodzinnej ziemi
- Monika Piotrowska – Nagroda za odkrycie Heleny Hulewiczowej, matki Witolda, jako jednej z pierwszych polskich artystek fotografii oraz dzienników Tadeusza Cypriana z Wielkiej Wojny
- Mirosław Prandota – Nagroda za reportaże Przepustka do raju, książkę o Szwecji widzianej oczami Polaka
- Krzysztof Skowroński – Grand Prix Nagrody 2019 na polu dziennikarstwa oraz działalność społeczną i organizacyjną
- Krystyna Stasiewicz – Nagroda za popularyzację wiedzy o życiu i twórczości Księcia Poetów Biskupa Ignacego Krasickiego
- Bożena Stawikowska – Nagroda za całokształt twórczości i utrwalanie na obrazach oraz kształtowanie w naturze piękna ogrodów Józefowa
- Magdalena Stopa – Nagroda za ocalanie dla pokoleń dziedzictwa kulturalnego regionu w księdze Podwaliny. Drewniane domy Podlasia i ich mieszkańcy
- Henryk Sucharski (pośmiertnie) – Wielka Nagroda Honorowa za niezłomną służbę Polsce
- Wacław Szczepanik – Nagroda za prace historyczne na podstawie dokumentów archiwalnych związane z dziejami Galicji
- Maryla Ścibor Marchocka – Nagroda za obalanie stereotypów i uprzedzeń w zbiorze opowiadań Sprawiedliwi. Rzecz o Ukraińcach ratujących Polaków w czasie rzezi wołyńskiej
- Marek Tomaszewski – Nagroda za edycje albumów poświęconych Ziemi Tarnowskiej
- Edmund Żurek – Nagroda za całokształt twórczości literackiej ze szczególnym podkreśleniem reportaży o dramacie Wielunia, miasta, w którym rozpoczęła się II wojna światowa

2018 – 23. edycja:
- Bogdan Bartnikowski – Grand Prix Nagrody 2018 za twórczość poświęconą martyrologii obozowej, a także za wieloletnie prace społeczne w różnych dziedzinach
- Ireneusz Bruski – Nagroda za wskrzeszanie tradycji polskości na Warmii i Mazurach
- Ryszard Jan Czarnowski – Nagroda za niezwykłe książki o Lwowie i orlętach lwowskich oraz za wybitne zasługi w dziedzinie księgarstwa polskiego
- Marek Fijałkowski, Joanna Kościelnik-Mańczak, Wiesława Szczygieł – Nagroda za przyswojenie polszczyźnie i wydanie książki Piete Kuhr Znów się tam spotykamy. Wojenny dziennik dziewczynki 1914-1918
- Marek Jerzman – Nagroda za tom szkiców Po drugiej stronie rzeki i za wrażliwość społeczną przejawianą w twórczości dziennikarskiej i literackiej
- Stanisław Koziara – Nagroda za pracę ukazującą rolę Biblii ks. Jakuba Wujka w życiu i kulturze narodu polskiego
- Adolf Krzemiński – Nagroda za propagowanie twórczości ludowej i dzieła poetyckiego Jana z Czarnolasu
- Maria i Maciej Latajkowie – Nagroda za dwutomowe dzieło Bobrowniki nad Prosną. Nasi przodkowie 1618-1920 oraz Śluby i zgony 1685-1920, owoc pionierskich badań i ustaleń genealogicznych
- Ewa Łoś – za wieloletnie prace nad upamiętnieniem twórczości lubelskich pisarzy, w szczególności Józefa Czechowicza i Józefa Łobodowskiego
- Euzebiusz Maj – Nagroda za obronę zabytkowych parków i starych drzew oraz nowatorskich koncepcji urbanistycznych Oskara Hansena
- Magdalena Ogórek – Wielka Nagroda Honorowa za książkę Lista Wächtera. Generał SS, który ograbił Kraków
- Jan Picheta – Nagroda za wkład w rozwój Regionu Beskidzkiego
- Wojciech Piotrowicz – Nagroda za tłumaczenia polskich dokumentów historycznych na język litewski
- Andrzej Pisowicz – Nagroda za całokształt badań nad językiem, historią i kulturą Armenii
- Edward Szczesiak – Nagroda za całokształt twórczości reportażowej, w dużej mierze poświęconej dziejom oraz współczesności Kaszub i Pomorza Gdańskiego
- Józef Szostakowski – Nagroda za wieloletnią pracę na polu zbliżenia społeczności litewskiej i polskiej
- Alicja Patey-Grabowska – Nagroda za całokształt twórczości poetyckiej, jak też za prace badawcze i eseistyczne poświęcone dziejom kobiecej twórczości poetyckiej w Polsce
- Tadeusz Płużański – Nagroda za publikacje przywracające pamięć i cześć polskim bohaterom, zwłaszcza żołnierzom niezłomnym („wyklętym” przez komunę)
- Kazimierz Świegocki – Nagroda za całokształt wybitnej twórczości poetyckiej i eseistycznej
- Jan Tetter – Nagroda za (przetłumaczony na japoński) słownik encyklopedyczny Mity narodów Europy, owoc kilkunastu lat pracy
- Tomas Tomasiunas – Nagroda za tom poezji Do krainy wyciszenia
- Jerzy Zelnik – Wielka Nagroda Honorowa za całokształt pracy artystycznej i za męstwo cywilne, które dla wielu może być wzorem

2017 – 22. edycja:
- Ryszard Banach i Marian Kalafarski – Nagroda za aktywizowanie młodzieży szkół imienia gręboszowskiego bohatera, za obronę honoru oficerskiego majora Sucharskiego
- Marzena Burczyńska-Woźniak i Tadeusz Woźniak – Nagroda za wielką sztukę dziennikarstwa
- Michalina Byra – Nagroda za odkrywanie współczesnym wielu nieznanych tekstów literackich, wśród nich powieści, napisanej przez matkę Henryka Sienkiewicza, zgromadzonych w zbiorach Biblioteki Narodowej
- Krzysztof Gilewicz – Nagroda za zbiór relacji dokumentalnych obrazujących tragedię polskiego Wołynia 1943 roku
- Kaja Kamińska – Nagroda za upowszechnianie książki
- Lilla Latus – Wielka Nagroda za całokształt twórczości poetyckiej
- Adam Szatkowski i Jerzy Pawluczuk – Nagroda za kultywowanie pamięci o Westerplatte
- Franciszek Maśluszczak – Wielka Nagroda za całokształt twórczości malarskiej, obejmującej także grafikę i rysunek
- Romuald Mieczkowski, Wojciech Piotrowicz i Józef Szostakowski – Nagroda za pracę na rzecz społeczności polskiej na Litwie
- Władysław Nielipiński – Nagroda za dokumentowanie fotograficzne wydarzeń w Wielkopolsce
- Aleksandra Maria Oto – Nagroda Młodych za eseistykę związaną z dziejami tej Ziemi Wielkopolskiej
- Barbara Seidler – Grand Prix Nagrody 2017 za całokształt twórczości pisarskiej najwyższej klasy
- Michał Straszewski wraz z chórem Modo Maiorum – Nagroda zbiorowa
- Krzysztof Szwagrzyk – Wielka Nagroda Honorowa za odkrycia Kości naszych Bohaterów narodowych w Macierzy i na Kresach
- Stanisław Zakrzewski – Nagroda za dokumentację filmową wydarzeń kulturalnych, zgromadzeń, poświęconych historii Polski, wszelkich zebrań, promocji książek i różnego rodzaju imprez środowisk patriotycznych

2016 – 21. edycja:
- Jaś Adamski – Nagroda Młodych
- Barbara Figurniak – Nagroda za twórczość w dziedzinie poezji śpiewanej
- Izabela Karolina Galicka i Hanna Sygietyńska (Warszawa) – Wielka Nagroda za odkrycie przed wielu laty obrazu El Greca pt. Ekstaza św. Franciszka w Kossowie Lackim
- Krzysztof Kąkolewski (pośmiertnie) – Grand Prix Nagrody 2016 za twórczość reporterską
- Mateusz Jarosz – Nagroda za działalność społeczną
- Andrzej Laudowicz – Nagroda za działalność w ramach Polskiego Towarzystwa Ziemiańskiego i autorstwo książki pt. Owce polskie
- Marek Mądrzejewski – Nagroda za poszukiwanie prawdy i umiejętnie wypełnianie tzw. „białych plam” w historii
- Jarosław Rola – Nagroda za książkę Tajemnice Katedry Gnieźnieńskiej
- Jerzy Michał Sołdek – Nagroda za działalność lokalną
- Romuald Twardowski – Wielka Nagroda za całokształt twórczości kompozytorskiej i wieloletnią pracę pedagogiczną w stołecznym konserwatorium, obecnie noszącym nazwę Uniwersytetu Muzycznego im. Fryderyka Chopina
- Irena Waluś – Nagroda za redagowanie na wysokim poziomie literackim „Magazynu Polskiego”
- Zofia Zwolsk – Nagroda za walką z gruźlicą i autorstwo książki o Robercie Kochu, odkrywcy bakterii tej na nowo groźnej choroby

2015 – 20. edycja:
- Maciej Adamski – Nagroda za animację konkursu fotograficznego śladami Hulewiczów w Trzemesznie
- Wiesław Budzyński – Wielka Nagroda za całokształt twórczości
- Mirosław Chojecki i Piotr Wejchert – Wielka Nagroda Honorowa za serię filmów dokumentalnych o ważnych postaciach i zdarzeniach historycznych
- Michał Ciesielski – Nagroda za działalność wydawniczą periodyków i czasopism w Kobylinie
- Tadeusz Dubicki – Nagroda za to, że zajął się losem polskich żołnierzy września internowanych w Rumunii, a także organizowaną przez nich konspiracją i działaniami wywiadowczymi, związanymi z przerzutem oficerów i żołnierzy na Zachód
- Andrzej Drzycimski – Nagroda za biografię mjr. Henryka Sucharskiego oraz trylogii o Westerplatte: Przed Szturmem, Reduta w budowie, Reduta wojenna
- Ignacy Gogolewski – Wielka Nagroda za całokształt najwyższej klasy kreacji aktorskich w teatrze, filmie (niezapomniany Antek w Chłopach) i Teatrze Telewizji
- Lech Jaworski – Nagroda za debiutancki tomik wierszy pt. Pełnia i nicość, który powstawał przez 20 lat
- Tymon Jezierski – Nagroda Młodych za wytrwałość w ratowaniu polskich lasów
- Zbigniew Jóźwik – Nagroda za całokształt twórczości graficznej
- Roman Kirilenko – Nagroda za „piękny świat grafiki książkowej”
- Piotr Kluz – Nagroda Młodych za osiągnięcia w zakresie nauk ścisłych
- Ireneusz Komorowski – Nagroda za pracę na rzecz Plantatorów Borówki Amerykańskiej
- Marzanna de Latour – Nagroda za ocalenie zasobu starych pocztówek, wytwarzanych niegdyś przez jej ojca, a także autorstwo książki o nich
- Wojciech Piotrowicz – Wielka Nagroda za dzieło swego życia pt. Zimowe Wilno
- Marek Prandota – Nagroda za prace edytorskie
- Czesław Seniuch – Nagroda za całokształt prac przekładowych z literatury białoruskiej, ze szczególnym uwzględnieniem tłumaczenia 11 tysięcy wersów białoruskiego „Pana Tadeusza”, czyli Nowej Ziemi Jakuba Kołasa
- Apolonia Skakowska – Nagroda za pracę pedagogiczną
- Stefan Truszczyński – Nagroda za przywracanie Polski Morzu, m.in. za cykl świetnych reportaży bałtyckich
- Ryszard Ulicki – Wielka Nagroda Honorowa za nobilitację świata Romów
- Grzegorz Walczak – Nagroda za działalność muzyczną oraz autorstwo sztuki pt. Obłoczni, czyli Sen Chopina i wielu wierszy
- Gabriela Wasielewska – Nagroda za uczczenie Witolda Hulewicza przez wmurowanie stosownej tablicy i umieszczenie jego podobizny w alei sław
- Zespół Śpiewaczy „Signum” – Wielka Nagroda za wybitne osiągnięcia artystyczne

2014 – 19. edycja:
- Józef Adamski – Nagroda za pełną poświęcenia długoletnią działalność społeczną na rzecz Polaków z Kresów
- Karol Adamski – Nagroda Młodych za odtworzenie fotograficzne świadectw szkolnych braci Hulewiczów w Trzemesznie
- Józef Banaszak – Wielka Nagroda za dzienniki z lat 1989–2013, zatytułowanych Wybrałem Bydgoszcz oraz Pochwała codzienności
- Maciej Krzysztof Drążkiewicz – Nagroda Młodych za poszukiwania własnej drogi w świecie architektury
- Irena Duchowska – Nagroda za prowadzenie od lat szkółki języka polskiego dla dzieci oraz zespołów artystycznych w regionie Laudy
- Ignacy Gogolewski – Nagroda za całokształt twórczości artystycznej
- Zofia i Stanisław Kulawiakowie – Nagroda za działalność na rzecz kultury w regionie ostrzeszowskim w Wielkopolsce
- Halina Machulska – Wielka Nagroda Honorowa za wieloletnie edukowanie przez sztukę młodych ludzi w ognisku przy Teatrze Ochota, obecnie „Teatrze u Machulskich”
- Maciej Maj – Nagroda za album zatytułowanego Ring wolny, poświęconego postaci Stanisława Zalewskiego, masażysty kadry narodowej bokserów, prawej ręki Feliksa „Papy” Stamma
- Danuta Mucha – Nagroda za całokształt twórczości poetyckiej i krytyczno-literackiej
- Bohdan Tomaszewski – Grand Prix Nagrody 2014 za całokształt pracy twórczej
- Romuald Wiśniewski – Nagroda za reportaż i uczynienie z tej mało cenionej dziedziny dziennikarstwa twórczości wysokiej klasy.

2013 – 18. edycja:
- Alina Aleksandrowicz – Nagroda za całokształt twórczości poświęconej ośrodkowi puławskiemu w dobie książąt Czartoryskich
- Jan Brykczyński – Nagroda za upamiętnienie „Ostańców”
- Ewelina Dąbrowska – Nagroda Młodych za dotychczasową twórczość muzyczną z nadzieją dalszych sukcesów
- Marian Marek Drozdowski – Nagroda za wybitne osiągnięcia w dziedzinie biografistyki historycznej
- Robert Jarocki – Nagroda za całokształt twórczości z podkreśleniem rangi wywiadu-rzeki Rozmowy z Lorentzem
- Tytus Karlikowski – Grand Prix Nagrody 2013 za wierność ideałom polskości i całokształt dorobku naukowego w dziedzinie leśnictwa
- Włodzimierz Kłaczyński – Nagroda za całokształt twórczości prozatorskiej poświęconej Jego ojczystym stronom
- Aleksander Kołyszko – Nagroda za heroiczną misję patriotyczną i społeczną oraz redagowanie „Zieli Lidzkiej”
- Adam Myjak – Nagroda za kontynuację wielkich tradycji rzeźbiarskich
- Aleksander Nawrocki – Nagroda za powołanie do życia Światowych Dni Poezji
- Tadeusz Olszański – Nagroda za całokształt twórczości prozatorskiej, tłumaczenia literatury węgierskiej oraz uprawianie tematyki sportowej
- Jędrzej Pliszka – Nagroda Młodych za eseistykę na łamach studenckiego pisma „Lexus”
- Sylwester Sokolnicki – Nagroda za doniosłe przemiany regionu
- Magdalena Stopa – Nagroda za opisanie „Ostańców”, obronę starych warszawskich domów
- Maria Szabłowska – Nagroda za wybitne osiągnięcia w popularyzacji polskiej piosenki na antenie Polskiego Radia

2012 – 17. edycja:
- Józef Zawitkowski – Nagroda za kontynuację idei Kazań Sejmowych Księdza Piotra Skargi

2011 – 16. edycja:
- Krzysztof Gosztyła – Nagroda w dziedzinie twórczości radiowej
- Maria Jentys-Borelowska – Nagroda za całokształt twórczości poetyckiej, krytyczno-literackiej i edytorstwo
- Stefan Kopa – Nagroda za działalność na polu kultury ze wsi Horodniany w województwie podlaskim oraz za trud zgromadzenia i wydania ośmiu tomów pieśni białoruskich z zapisem nutowym
- Barbara Nawrocka-Dońska – Nagroda za całokształt twórczości w dziedzinie literatury nie tylko dla dorosłych, ale także dla dzieci i młodzieży
- Marianna Pilot – Nagroda w dziedzinie debiutu literackiego za książkę reportażowo-eseistyczną W stronę Toskanii
- Wojciech Piotrowicz – Nagroda za całokształt twórczości poetyckiej i prozatorskiej, tłumaczenia oraz edytorstwo, ukoronowane odkryciem i wydaniem z rękopisy dzieła filarety Stanisława Morawskiego Fizjognomistyka kobiet
- Kordian Tarasiewicz – Wielka Nagroda za pracę Jego życia dla Polski zwieńczoną książką biograficzną Cały wiek w Warszawie
- Eugeniusz Walczuk – Nagroda za dzieło odkrywania i przybliżania Polsce i światu niezwykłej postaci polskiej literatury – Jana Chryzostoma Paska
- Kazimiera Zapałowa – Grand Prix Nagrody 2011 za twórczość publicystyczną o Żeromskim i ludziach jego kręgu, w tym za autorstwo przewodników po muzeum i ziemi pisarza

2010 – 15. edycja:
- Bogdan Chorążuk – Nagroda za nurt patriotyczny w swojej poezji i artyzm piosenek
- Marian Grześczak (pośmiertnie) – Nagroda za całokształt twórczości ze szczególnym podkreśleniem więzi z ziemią rodzinna Patrona Nagrody – Wielkopolską
- Stanisław Kukuryka – Wielka Nagroda Honorowa za realizację idei budownictwa mieszkaniowego w Polsce
- Stanisław Nyczaj – Nagroda za twórczość poetycką i działalność społeczną za Ziemi Stefana Żeromskiego
- Andrzej Mularczyk – Grand Prix nagrody 2010 za całokształt twórczości w zakresie literatury faktu, scenopisarstwa i dokonań w dziedzinie Hulewiczowego Teatru Wyobraźni
- Andrzej Poczobut – Nagroda za ofiarną działalność wśród Polaków na Białorusi oraz za pełną zaangażowania pracę korespondenta „Gazety Wyborczej”
- Wojciech Siemion (pośmiertnie) – Wielka Nagroda Honorowa za twórczość aktorską o niepowtarzalnej skali talentu, mistrzowi słowa poetyckiego

2009 – 14. edycja:
- Jerzy Biernacki – Nagroda za całokształt publicystyki poświęconej Kresom
- Janusz Gmitruk – Nagroda Honorowa za edycję dzieła reportażowego Barbary Olak pt. Testament Wincentego Witosa
- Mateusz Marczewski – Nagroda w dziedzinie reportażu i eseistyki za książkę o cywilizacji Aborygenów pt. Niewidzialni
- Barbara Olak – Nagroda za dzieło reportażowe pt. Testament Wincentego Witosa
- Stanisław Rostworowski – Grad Prix Nagrody 2009 za całokształt dorobku w dziedzinie prac historycznych, ze szczególnym uwzględnieniem naszych tradycji narodowych i historii najnowszej, zwłaszcza genealogii rodowej
- Rafał Skąpski – Nagroda Honorowa za edycję dzieła prof. Mirosława Wójcika pt. Wielkie rzeczy zrozumienie
- Stanisław Stanik – Nagroda za odkrywcze publikacje poświęcone Jerzemu Szaniawskiemu ze szczególnym podkreśleniem walorów książki Samotnik z Zegrzynka
- Wojciech Stańczak – Nagroda w dziedzinie sztuki translatorskiej; za pionierski przekład z łaciny Pieśni zwycięstwa nad Moskwą Jana Kochanowskiego – dzieła, które stanowi ważny krok na niwie polityki historycznej
- Janusz Termer – Nagroda za całokształt twórczości krytyczno-literackiej ze szczególnym uwzględnieniem wydanych ostatnio książek: Leksykon dramatopisarzy i Z przełomu wieków, czyli literatury dzień powszedni (1990-2008)
- Wacław Tkaczuk – Nagroda za twórczość radiową ze szczególnym podkreśleniem zasług w dziedzinie kultywowania Hulewiczowskich tradycji Teatru Wyobraźni
- Mirosław Wójcik – Nagroda w dziedzinie edytorstwa za opracowanie korespondencji Jerzego, Witolda i Wandy Hulewiczów z Emilem Zegadłowiczem
- Anna i Piotr Voelkelowie – Wielka Nagroda Honorowa za wieloletni patronat nad kulturą i sztukę polską ze szczególnym uwzględnieniem Wielkopolski i wspieranie młodych talentów artystycznych
- Redakcja „Kuriera Galicyjskiego” – Nagroda zespołowa za wydawanie pisma na wysokim poziomie treściowym i edytorskim

2008 – 13. edycja:
- Jan Zdzisław Brudnicki – Nagroda za działalność na polu krytyki literackiej oraz troskę o nowopowstające środowiska literackie
- Eugeniusz Kabatc – Nagroda za twórczość powieściopisarską i eseistyczną związaną z pograniczem kulturowym Rusi Czarnej (Białorusi)
- Anna i Marian Kurtyczowie – Nagroda za monografię pt. Zegrze – Wola Kiełpińska. Dzieje parafii i okolic
- Edyta Maksymowicz, Jan Wierbiel i Walenty Wojniłło – Nagroda za cykl audycji „Albumy Wileńskie” emitowanych w telewizji wileńskiej
- Józef Olejniczak – Nagroda za promocję postaci księdza Staszica, m.in. za wystawy i prelekcje oraz redakcję „Zeszytów Staszicowskich”
- Kazimierz Pliszka – Nagroda za dzieło życia: spolonizowanie borówki amerykańskiej, wyhodowaniu pierwszej polskiej odmiany – Bonifacego
- Anna Sekudewicz – Nagroda w dziedzinie twórczości radiowej, nawiązujących do dokonań Witolda Hulewicza w tej dziedzinie

2007 – 12. edycja:
- Alwida Bajor – Nagroda za twórczość publicystyczną, m.in. za cykl reportaży pt. Na tropach bohaterów opowieści Józefa Mackiewicza drukowanych w „Magazynie Wileńskim”
- Zdzisławowi Bieleniowi – Nagroda za opracowania na temat grobów powstańczych z 1863 roku oraz książkę o gen. Michale Heidenreichu „Kruku” pt. Zwycięzca spod Żyrzyna
- Aldona Borowicz – Nagroda za poetycką książkę roku pt. Ogniem otworzę drzwi (2006)
- Mścisław Lurie – Nagroda za publikacje dokumentujące zbrodnie popełnione na początku sierpnia 1944 roku przez Niemców i formacje ukraińskie na Woli
- Wiesław Ochman – Nagroda Honorowa za promowanie polskiej kultury za granicą
- Włodzimierz Pawluczuk – Nagroda za twórczość z dziedziny socjologii kultury
- Irena Piłatowska – Nagroda za cykl reportaży radiowych, w których ukazała m.in. dramat Kosowa i Czeczenii, przypomniała postać gen. Józefa Bema, bohatera dwóch narodów, polskiego i węgierskiego
- Zofia Posmysz – Nagroda za życie godne ideałów wyznawanych przez Hulewicza
- Stanisław Stanik – Nagroda za książkę o Jerzym Szaniawskim pt. Samotnik z Zegrzynka

2006 – 11. edycja:
- Bohdan Drozdowski – Nagroda za rekonstrukcję Salomonowej Pieśni nad Pieśniami, wieńczącej jego dzieło translatorskie, obejmujące spolszczenie Psalmów
- Birute Jonuskaite – Nagroda za dokonania w zbliżeniu współczesnej literatury litewskiej i polskiej,
- Teresa Kaczorowska – Nagroda za wskrzeszenie na Mazowszu pamięci wielkiego poety baroku – ks. Macieja Kazimierza Sarbiewskiego
- Waldemar Michalski – Nagroda za prace redakcyjne, edytorskie i literackie przybliżające nam Wołyń i Ukrainę współczesną
- Halina Pasierbska – Nagroda za monografię Wileńskie Ponary, upamiętniającą największe miejsca kaźni na Kresach Wschodnich II Rzeczpospolitej

2005 – 10. edycja:
- Andriej Bazylewskij – Nagroda za całokształt twórczości przekładowej z języka polskiego na język rosyjski
- Maria Teresa Diupero – Nagroda za pracę doktorską o pomniku Adama Mickiewicza w Paryżu oraz popularyzację literatury polskiej we Francji
- Bohdan Drozdowski – Nagroda za przekład Ryszarda IV Szekspira za redagowanie na wysokim poziomie merytorycznym miesięcznika społeczno-kulturalnego „Śląsk”
- Barbara Garczyńska, Maria Borczyńska, Ewa Gisges-Zwierzchowska i Jadwiga Orzechowska – Nagroda zbiorowa za pracę w bibliotece Domu Literatury w Warszawie
- Zygmunt Pikulski – Nagroda za wieloletnią popularyzację nauki na łamach „Kuriera Lubelskiego”, a w szczególności książkę Na progu XXI wieku
- Edward Redliński – Nagroda za całokształt twórczości
- Anna Retmaniak – Nagroda za stworzenie wybitnych audycji o tematyce kulturalnej, szczególnie w dziedzinie teatru oraz za ogromny wkład w kształtowanie obrazu kultury narodowej w mediach
- Aleksander Rowiński – Nagroda za dzieło Śmierć i życie Szmula Zygelbojma
- Zofia Rybicka – Nagroda za całokształt pracy translatorskiej z literatury niemieckojęzycznej
- Edward Wojciech Stańczak – Nagroda za przekłady z literatury klasycznej
- Bohdan Urbankowski – Nagroda za dzieło poetyckie Głosy

2004 – 9. edycja:
- Kazuko Adachi – Nagroda za tłumaczenie na japoński książki Jana Tettera Jestem chłop historyczny
- Krzysztof Boreczek – Nagroda za opracowanie monograficzne historii rodzinnego miasteczka Kurowa, jak też za pracę społeczną na niwie kulturalnej w regionie
- Bohdan Drozdowski – Nagroda za dzieło spolszczenia Psalmów, owoc ponad ćwierci wieku pracy pisarskiej
- Roman Feill – Nagroda za pracę na niwie kultury rolnej i postawę w życiu godną ideałów Witolda Hulewicza
- Janina Jankowska – Nagroda za wybitne osiągnięcia artystyczne w dziedzinie dokumentu i reportażu oraz wkład w rozwój tego gatunku w polskim radiu publicznym
- Maria Kołodyńska – Nagroda Honorowa za długoletnią pracę społeczną w rodzinnym Kurowie, jak też za pomoc materialną świadczoną na niwie kultury i literatury
- Jadwiga Kudirko – Nagroda za opracowanie w języku polskim przewodników turystycznych po Litwie, ze szczególnym uwzględnieniem Wileńszczyzny
- Alicja Mickielewicz – Nagroda Młodych za pełne pasji łączenie nauki i studiów z życiem artystycznym
- Magdalena Mieczkowska – Nagroda Młodych za przekłady współczesnej poezji litewskiej
- Dana Podracka – Nagroda za książkę Ostrov Pieštány, przekład wierszy Bohdana Urbankowskiego i za tłumaczenie biografii Urbankowskiego o Janie Pawle II pod tytułem Svätec
- Ewa Rynarzewska – Nagroda za przekład z koreańskiego i opracowanie Dramatów O T’ae-soka
- Jerzy Bolesław Sprawka – Nagroda za powieść Sekretne życie topików, która ukazała się nakładem Wydawnictwa Polihymnia
- Beata Szurowska – Nagroda Młodych za poezję i eseistykę
- Włodzimierz Śliwiński – Nagroda za książkę Dni i lata (Wydawnictwo Agawa), jak też życie godne ideałów Witolda Hulewicza
- Jan Tetter – Nagroda za twórczość prozatorską osadzoną w realiach wiejskich, ze szczególnym podkreśleniem reportażu historycznego o Michale Drzymale pt. Jestem chłop historyczny
- Stella Traynor-Morawska – Nagroda Honorowa za pracę nad apokryfami wczesnochrześcijańskimi
- Bohdan Urbankowski – Nagroda za cykl wierszy poświęcony Słowakom Wyspa Pieszczany i opowieść biograficzną o Janie Pawle II pt. Trzema drogami nadziei
- Maria Zakrzewska – Nagroda Młodych za pracę magisterską o Jerzym Hulewiczu, bracie Witolda, jego związkach z ekspresjonizmem niemieckim

2003 – 8. edycja:
- Tadeusz Fredro-Boniecki – Nagroda za działalność dziennikarską i publicystyczną na polu dokumentowania historii polskiej radiofonii

2002 – 7. edycja:
- Marta Klubowicz – Nagroda za stworzenie własnego teatru jednego aktora i odkrywanie poetów zapomnianych
- Jerzy Tuszewski – Nagroda za audycje literacko-dokumentalne i poświęconych sztuce radiowej

2001 – 6. edycja:
- Janusz Kukuła – Nagroda na zasługi dla Teatru Polskiego Radia

2000 – 5. edycja:
- Henryk Bereska – Nagroda za tłumaczenia poezji na język niemiecki
- Edward Kupiszewski (pośmiertnie) – Nagroda za całokształt pracy twórczej
- Janusz Bogdan Roszkowski – Nagroda za twórczość translatorską z języka szwedzkiego
- Józef Szostakowski – Nagroda za działalność dziennikarską na Litwie
- Matylda Wełna-Klonowiecka – Nagroda za działalność publicystyczną
- Danuta Żelechowska i Jan Zagozda – Nagroda za dziennikarstwo radiowe

1999 – 4. edycja. Brak danych z uwagi na zaginięcie archiwum.
1998 – 3. edycja:
- Agnieszka Hulewicz-Feillowa – Nagroda za książkę o Ojcu Rodem z Kościanek
- Eryk Habowski – Nagroda za najlepszy debiut poetycki roku 1998.
- Jerzy Ofierski – Nagroda za całokształt twórczości estradowej
- Barbara Wachowicz – Nagroda za całokształt twórczości

1997 – 2. edycja. Brak danych z uwagi na zaginięcie archiwum.
1996 – 1. edycja:
- Wilhelm Przeczek – Nagroda za działalność kulturalną na Zaolziu
- Alicja Rybałko – Nagroda za wydanie wyboru wierszy Edith Södergran pt. Moje życie, moja śmierć, mój los (1995)